# Birger Maijström
John Birger Maijström, född 20 april 1874 i Kalmar, död där 1 januari 1933, var en svensk sjömilitär. 
Birger Maijström var son till sjökaptenen och föreståndaren för Navigationsskolan Alfred Maijström och brorson till Leonard Maijström. Han blev 1887 antagen till aspirant vid Sjökrigsskolans förberedande läroanstalt i Stockholm. Efter avgångsexamen från Sjökrigsskolan 1894 blev han underlöjtnant i flottan samma år och avancerade till kapten 1903, till kommendörkapten av andra graden 1916 samt av första graden 1918. Maijström tjänstgjorde som adjutant och kadettofficer vid Sjökrigsskolan 1902–1906 och som lärare vid samma skola 1906–1911. År 1909 genomgick han en kurs vid Deutsche Seewarte i Hamburg. Från 1920 till sin död var han marinöverintendent och chef för Marinintendenturkåren. Maijström var även chef för Marinförvaltningens nautiska avdelning 1917–1920 samt för dess intendenturavdelning från 1920. Han anlitades ofta i utredningar rörande flottans organisation, han var bland annat ledamot av sjökrigsskolekommittén 1906–1908, av marinberedningen i försvarsrevisionen 1919–1922 och av flottans organisationssakkunniga 1925–1928. Maijström blev riddare av Svärdsorden 1915 och av Nordstjärneorden 1923 samt kommendör av andra klassen av Vasaorden 1926 och kommendör av första klassen av samma orden 1930. Han är begravd på Södra kyrkogården i Kalmar.